# José Marcos Semería
José Marcos Semería (Curtina, Tacuarembó, Uruguay, 10 de marzo de 1855 - Montevideo, 11 de octubre de 1934) fue un sacerdote y obispo católico uruguayo, primer Obispo de la Diócesis de Melo.

## Biografía
Nació en el seno de una familia católica, que recibía con gusto a los misioneros que, como el jesuita Costa, recorrían el territorio de la república.
Hizo sus estudios eclesiásticos en el Colegio de la Inmaculada Concepción de Rosario de Santa Fe, Argentina, de los PP. Jesuitas.
Recibió la ordenación sacerdotal en 1880.
Fue párroco de San Fructuoso de Tacuarembó, Carmelo, Santa Lucía y en Montevideo, en las parroquias dedicadas a Nuestra Señora del Carmen en La Aguada, y en el Barrio Cordón. Finalmente, fue párroco de la Catedral.
Fue vicario general de la Arquidiócesis de Montevideo en tiempos del administrador apostólico Ricardo Isasa y Goyechea y el visitador apostólico José Johanneman.
Nombrado obispo de Melo el 3 de julio de 1919, recibió la ordenación episcopal el 9 de noviembre de 1919. La diócesis, creada en 1897, abarcaba los departamentos de Rivera, Tacuarembó, Durazno, Florida, Cerro Largo y Treinta y Tres. Enorme territorio, pero con distancias acrecentadas por las dificultades de transporte.
En el breve gobierno de la Diócesis de Melo, se granjeó el aprecio de sus diocesanos. Organizó la Curia Diocesana con el Pbro. David Giordano como vicario general; el Pbro. Manuel Guillade, fiscal y el Pbro. Emilio Bertone, canciller. Desplegó, además, una gran actividad misionera recorriendo toda su inmensa diócesis, destacándose su visita a la ciudad de Rivera, que por mucho tiempo no había recibido visita episcopal, a la cual llegó acompañado por dos misioneros: el redentorista Wagner y el jesuita Crespi. La misión fue un éxito, con numerosas celebraciones del sacramento de la confirmación y una peregrinación masiva hasta el Cerro del Marco, donde se colocó una gran cruz.
De salud algo precaria, su renuncia a la sede de Melo fue hecha efectiva el 9 de junio de 1922, reintegrándose como párroco a la Catedral de Montevideo y recibiendo el título de Obispo titular de Prusa.
Su lema episcopal fue Superimpendar pro animabus vestris ("Me desgastaré totalmente por vuestras almas" 2.ª. Corintios 9,15a).
| Predecesor: - - - | Obispo de Melo 1919 – 1922 | Sucesor: José Joaquín Arrospide |